# Amway Grand Plaza Hotel
Amway Grand Plaza Hotel está ubicado en Grand Rapids, Michigan y lleva el nombre de Amway Corporation, que tiene su sede en las cercanías de Ada Township.
Originalmente conocido como The Pantlind Hotel (fundado en 1913), el Amway Grand Plaza Hotel reabrió sus puertas en 1981 después de una extensa renovación realizada por Marvin DeWinter & Associates, incluida la adición de una torre de vidrio de 29 pisos. Los diseñadores de Pantlind, Warren & Wetmore, se inspiraron en el trabajo del arquitecto neoclásico escocés Robert Adam. Durante sus mejores años, el hotel fue calificado constantemente como uno de los diez mejores hoteles de los EEUU. 
El hotel es propiedad de AHC+Hospitality, una subsidiaria del holding Alticor de Amway. Amway Grand Plaza Hotel es miembro de Curio Collection by Hilton, una afiliación que comenzó en 2016.

## Historia

### Hotel Pantlind

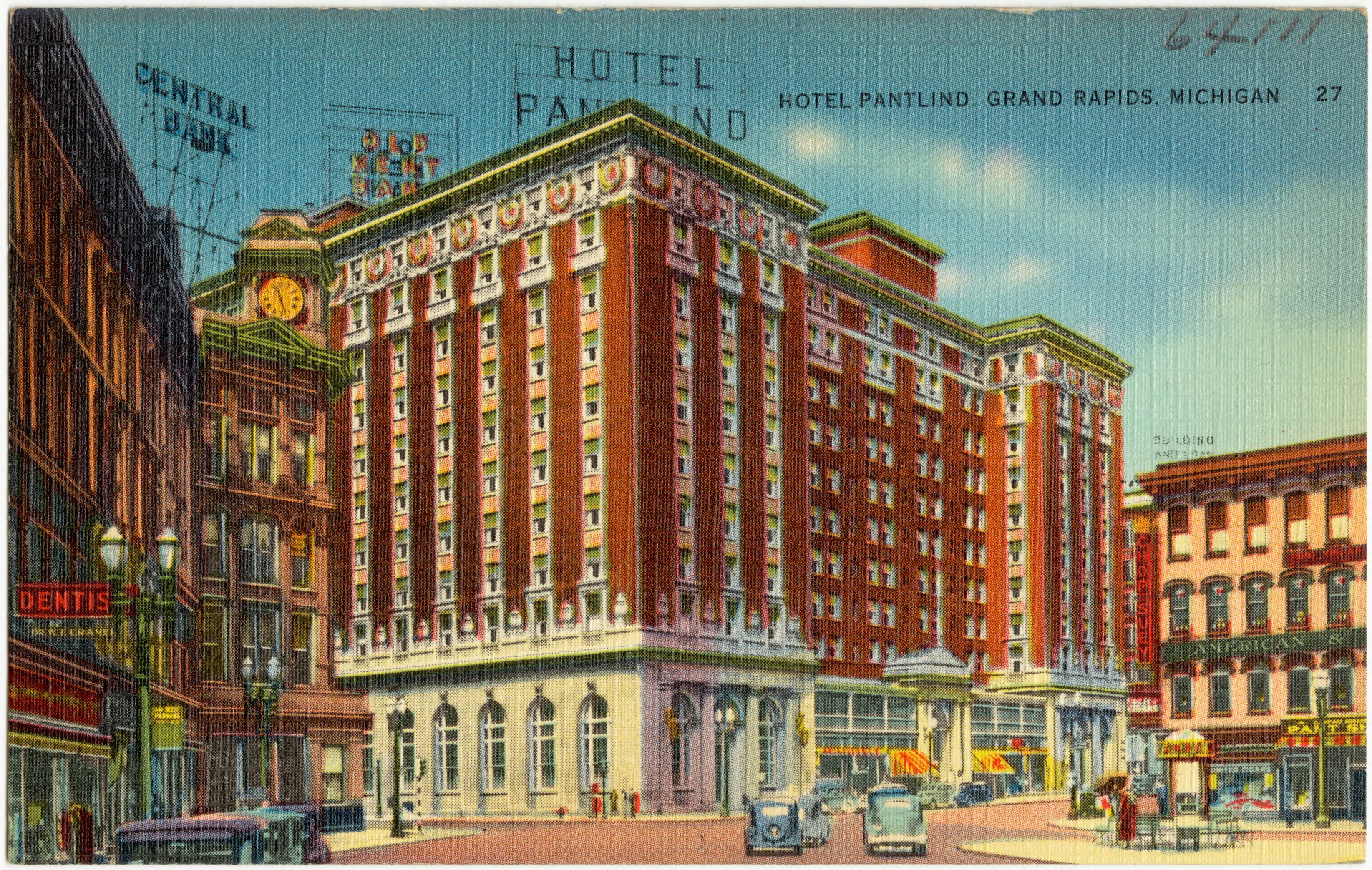
Pantlind Hotel en la década de 1940.

A principios de la década de 1900, Grand Rapids estaba creciendo rápidamente y la población superaba los 112 000 habitantes en 1910. A medida que la ciudad creció, comenzaron a surgir edificios icónicos a gran escala.
Cuando el hotel abrió en 1913, la arquitectura Beaux-Arts atrajo a muchos, y los visitantes que se reunían en Grand Rapids eligieron el Pantlind Hotel durante las exhibiciones de muebles de la ciudad. El Pantlind presentaba uno de los techos de pan de oro más grandes del mundo, y el hotel tenía un ambiente mediterráneo que se veía en sus columnas clásicas y diseños de terracota. Un banco de dos pisos también estaba ubicado originalmente en la esquina de Monroe y Pearl.
Diez años después, en 1923, se hizo una adición de 189 habitaciones al hotel en Lyon Street. Para 1925, el Hotel Pantlind estaba ganando reconocimiento nacional después de ser nombrado como uno de los 10 mejores hoteles de Estados Unidos.
En 1954, la reina Juliana y el príncipe Bernardo de Lippe-Biesterfeld de los Países Bajos se hospedaron en el hotel, con un "almuerzo real" que incluyó a 250 personas en las instalaciones.

### Torre Amway Grand Plaza
El Amway Grand Plaza Hotel Tower es una torre de 29 pisos y 318 pies de altura que se inauguró en 1983. La torre fue construida siguiendo un proyecto de renovación del Amway Grand Plaza Hotel iniciado por Rich DeVos.
En la década de 1970, los suburbios de Grand Rapids, como Wyoming, disfrutaban de un excelente entorno comercial con muchos desarrollos nuevos a lo largo del corredor de la calle 28. En 1979, después de que muchos se dirigieran a los suburbios, Amway compró el hotel Pantlind y Amway financió un proyecto de renovación de $ 60 millones que The New York Times describió como "extenso".
El 15 de septiembre de 1981, se inauguró el renovado Pantlind Hotel, ahora conocido como Amway Grand Plaza Hotel. La reapertura del hotel estuvo presidida por el presidente Gerald R. Ford y su esposa Betty Ford durante una reunión formal de gala. Dos años más tarde, en 1983, la torre de 29 pisos finalmente se completó, convirtiéndose en el edificio más alto de la ciudad después de superar a McKay Tower, ostentando el título de edificio más alto en Grand Rapids hasta que Plaza Towers se completó en 1991.
En 1985, dos años después de la construcción de la torre, Jack Schnedler del Chicago Sun-Times declaró:

Amway Grand Plaza: Aquí hay un hotel de clase mundial ubicado en el medio de Michigan, ocupando el caparazón opulentamente restaurado del antiguo Pantlind Hotel y un elegante ala contigua de 29 pisos. El servicio durante mi estadía en abril fue alegre en un pueblo pequeño, la habitación estaba lujosamente amueblada y la cena en el restaurante de primera línea Cygnus estuvo a la altura de los estándares de Nueva York o San Francisco..

Otros huéspedes que se han alojado en el hotel incluyen figuras políticas y funcionarios como la primera ministra británica Margaret Thatcher, la reina Noor de Jordania y el general Norman Schwarzkopf Jr., así como celebridades como James Earl Jones, Cher, Joe Montana, Faye Dunaway y Jerry Seinfeld. En 2011, el alcalde de Grand Rapids, George Heartwell, atribuyó al desarrollo del Amway Grand Hotel la remodelación del centro de Grand Rapids.
En 2014, la torre se sometió a una renovación de $ 14 millones que incluyó la actualización de los enchufes eléctricos y las conexiones de red, además de darle a los diseños de habitaciones y baños un aspecto más moderno. Fue la sexta renovación de las habitaciones de la torre desde 1983.
A partir de 2011, el hotel comenzó un esfuerzo por cambiar la marca primero reemplazando el restaurante Room de 1913 con Ruth's Chris Steak House. En mayo de 2015, el restaurante Cygnus 27 cambió su menú a uno latino. Los restaurantes Cornucopia y Bentham's se renovaron como los restaurantes Wolfgang Puck que abrieron en el otoño de 2015. Antes de 2016, el Amway Grand Plaza Hotel estaba afiliado al sistema de reservas de Preferred Hotels & Resorts. En 2016, el hotel pasó a formar parte del sistema de reservas Curio Collection by Hilton.
Amway declaró en agosto de 2018 que las renovaciones de la torre comenzarían en enero de 2019 y estarían programadas para finalizar en abril de 2021. Los cambios incluyen la modernización de la función y la apariencia al hacer que las ventanas sean de colores más claros y se extiendan desde el piso hasta el techo. La altura de la torre también aumentará ligeramente como resultado de la nueva construcción.

### Gran Paseo del Río

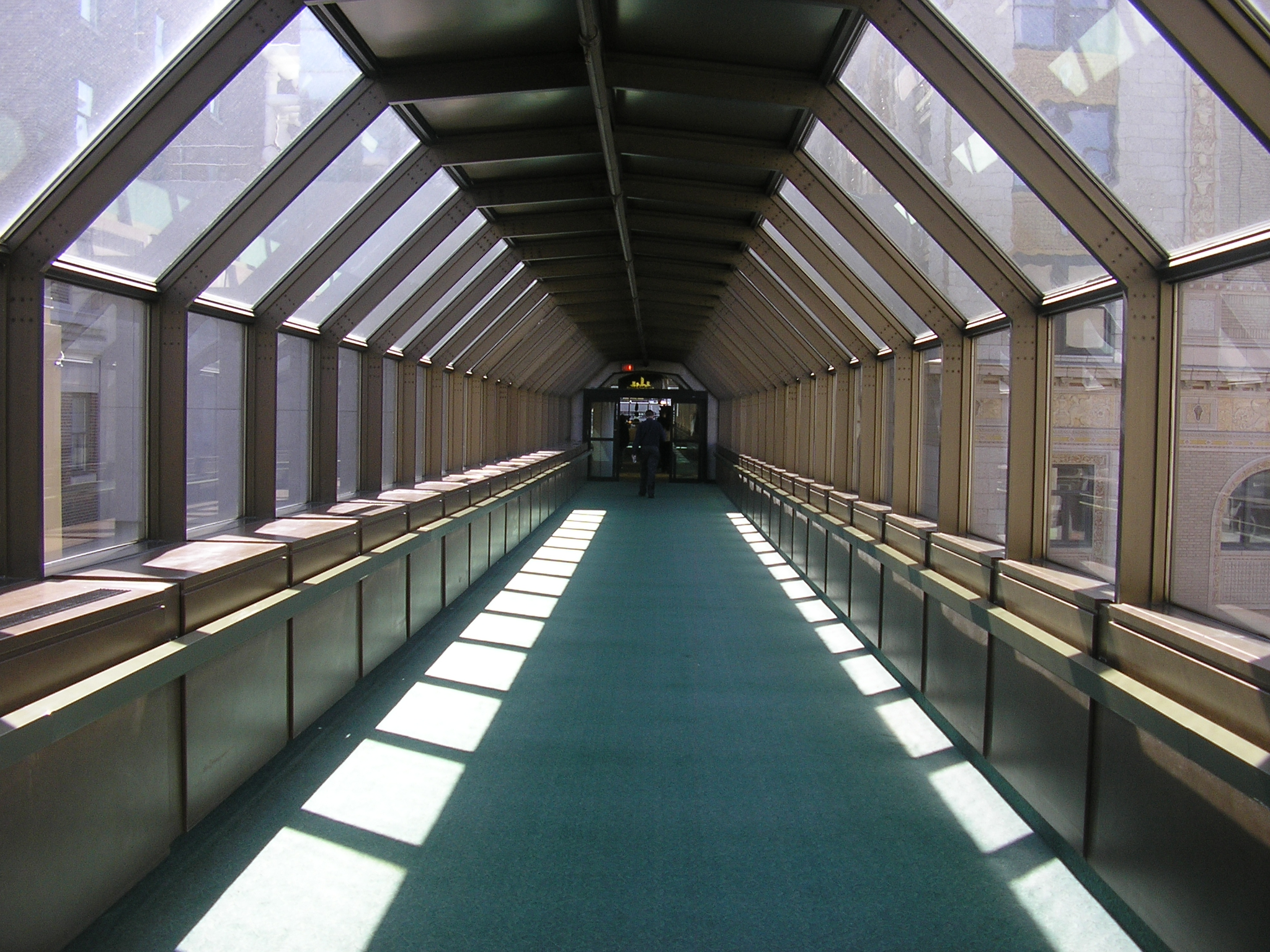
Skyway a Amway

El Grand River Promenade, el nombre oficial de la vía aérea, se encuentra en el segundo piso del hotel, así como en la rampa de estacionamiento del hotel.

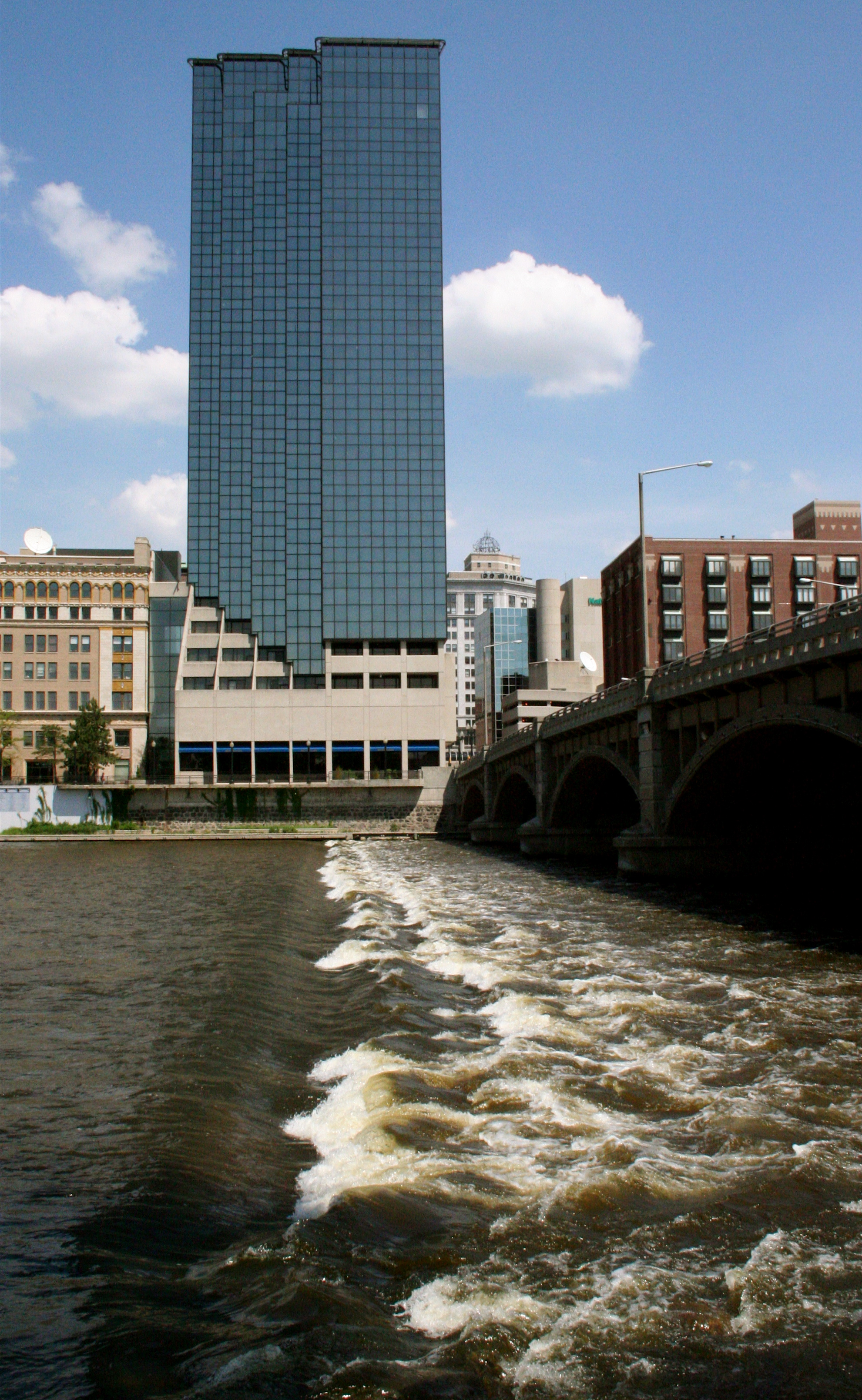
Edificio Amway Grand Plaza Towers
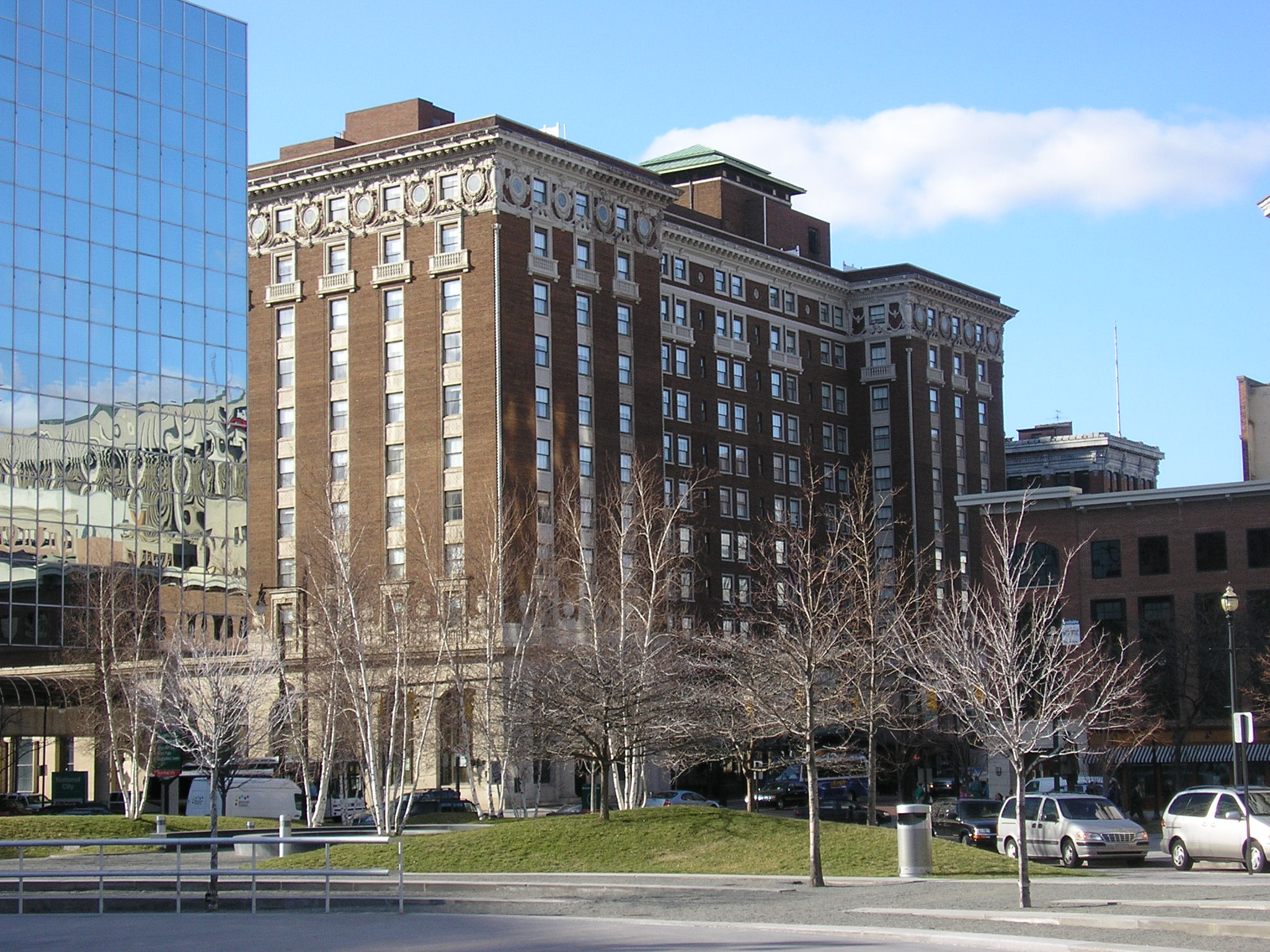
Amway Grand Plaza Hotel: esta imagen muestra el Pantlind Hotel original desde el mirador de Rosa Parks Circle.
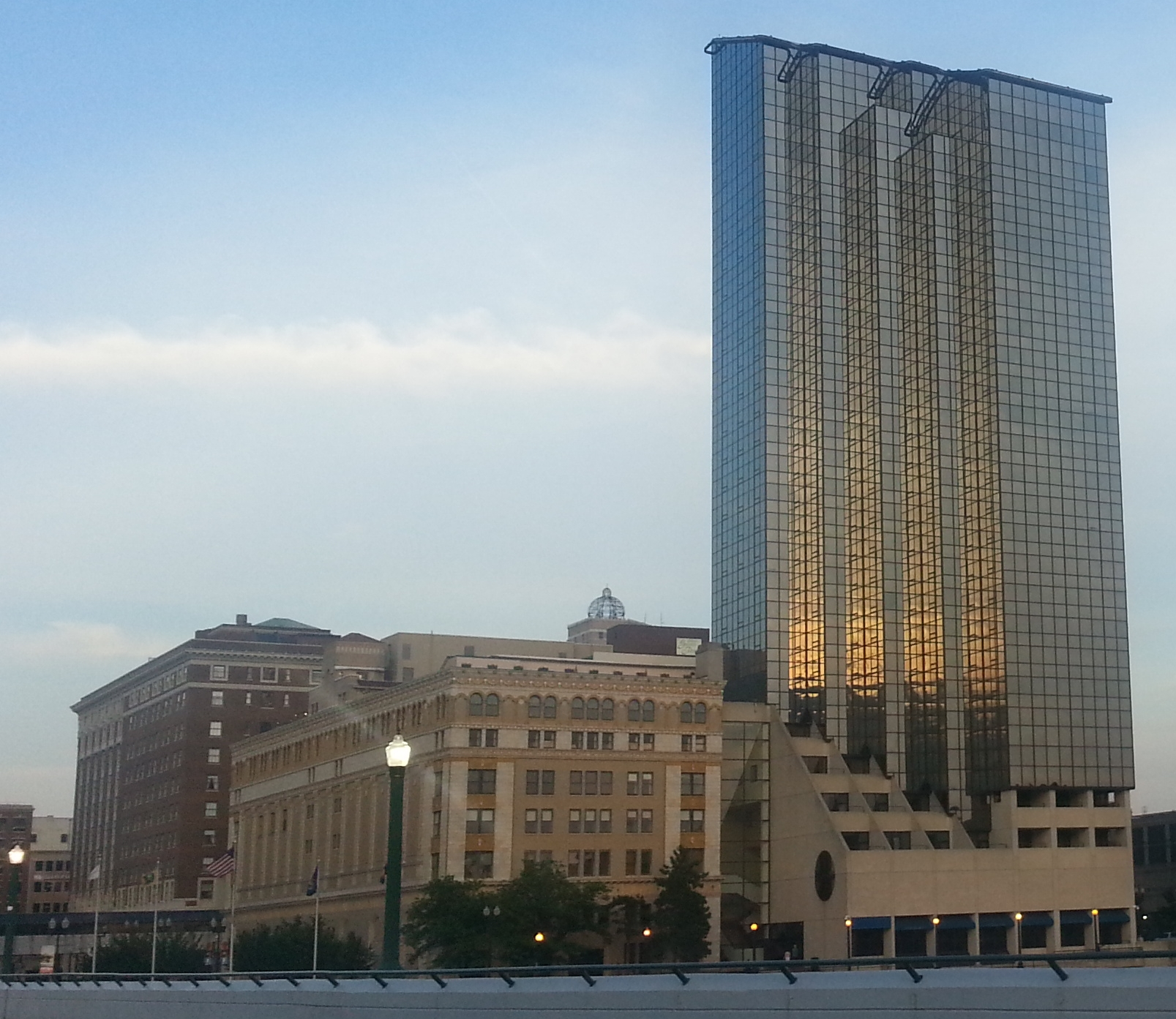
Vista de todos los edificios del Amway Grand Plaza Hotel desde el Grand River

## Otro
- Otto Seyferth, el vigésimo tercer presidente de la Cámara de Comercio de los Estados Unidos, realizó trabajos de tallado en piedra en la fachada del hotel durante su construcción, ganando 65¢ por hora.[12]
- En honor al presidente estadounidense Ford, uno de los salones de baile del hotel lleva su nombre.
- Hasta septiembre de 2008, The Rapid operaba el Grand Rapids Air Porter, un servicio de transporte entre los hoteles del centro de Grand Rapids y el Aeropuerto Internacional Gerald R. Ford. Las rutas 9 Alpine, la ruta 11 Plainfield y dos rutas DASH paran cerca del hotel.
- WZZM -TV 13 originalmente tenía sus estudios en Pantlind hasta que se construyó y completó una nueva instalación en Walker, Michigan.
- The 1913 Room, que cerró en 2011, fue el único restaurante en Michigan en recibir cinco diamantes de la American Automobile Association. Esa área del hotel había sido anteriormente una tienda por departamentos de Jacobson[13] y ahora es un Ruth's Chris Steak House.
- El hotel ocupa un lugar destacado en el fondo de Trees, la tercera película de NOOMA protagonizada por Rob Bell.

- Lista de los edificios más altos de Grand Rapids

## enlaces externos
- Sitio web oficial

- Datos: Q4749032
- Multimedia: Amway Grand Plaza Hotel - Pantlind Hotel / Q4749032